# Adosomus roridus
Довгоносик Adosomus roridus — вид комах з родини Curculionidae, представник української фауни.

## Походження назви
Латинська видова назва походить від лат. roridus — вкритий росою, росянистий.

## Морфологічні ознаки[1])
Довжина тіла 9,5–16 мм. Верх тіла загалом темний, із групами чорних блискучих горбків і блискучим чорним серединним майданчиком. (Зображення дивись на ).
На головотрубці зверху поздовжній тонкий, лінієподібний кіль.
Другий членик задніх лапок не довший від третього.
Довжина передньоспинки помітно менша від ширини, передньоспинка із кутуватою біля середини основою, майже прямими до серединної перетяжки боками. Середина передньоспинки опукла, вкрита групами горбків з блискучим чорним майданчиком посередині і жовтуваті плями поблизу її переднього краю з лусочок. Боки передньоспинки вкриті чорними блискучими бугорцями і жовтуватими плямами.
Надкрила вкриті тонкими жовтуватими волоскоподібними лусочками, які утворюють плями. Ширина надкрил при основі не більша, ніж ширина передньоспинки, вони з паралельними боками, рівномірно вкриті чорними блискучими горбками різного розміру та жовтуватими плямами. Крил не має.

## Географічне поширення
Ареал виду охоплює трав'яні степи Євразії від Західного Казахстану до крім Північної Азії. Північна межа його поширення проходить у Великій Британії, на півдні Скандинавії, у Прибалтиці, Петербурзі, Кіровській області Росії, в Якутії, а на півдні — від Китаю та Індії до П'ємонту (Італія). Північна межа ареалу простягається вздовж лінії 44° (на заході) — 54° (на сході) п. ш.. В Україні знайдений в 12 областях та АР Крим.

## Спосіб життя
По всьому ареалу досить рідкісний. Віддає перевагу посушливим добре освітленим біотопам. Його життєвий цикл пов'язаний із декількома видами рослин з родини айстрових: пижмом звичайним, полином звичайним і, можливо, деревієм звичайним і полином гірким.
Дорослі жуки живляться листям цих рослин та поверхневими тканинами молодих пагонів. Самиці відкладають яйця на кореневу шийку або основу кореня, трохи розсуваючи для цього ґрунт. Личинка вгризається в рослинні тканини, живиться серцевиною, росте і прогризає собі у корені тунель нижче поверхні ґрунту. Ділянка кореня, вражена личинкою, поступово потовщується, утворюючи гал. Всередині його личинка заляльковується, потім з лялечок виходять жуки нового покоління. Попервах їх покриви м'які, каштанові, але поступово вони набувають звичайного кольору і твердішають.